# Jan Kemme
Johannes Antonius Gabriel (Jan) Kemme (Montfoort, 20 februari 1929 – Neer, 7 juli 1996) was een Nederlands politicus van de KVP en later het CDA.
Hij was medewerker bij het bureau voor architectuur en stedenbouw Margrij in Breda voor hij per 1-11-1966 benoemd werd tot burgemeester van de Gelderse gemeente Duiven. Hij zou die functie blijven uitoefenen tot 1989. Tijdens zijn burgemeesterschap werd de gemeente Duiven door de rijksoverheid tot "groeikern" bestempeld en groeide de gemeente uit van plattelandsdorp tot middelgrote gemeente.
Op 7-7-1996 overleed Kemme op 67-jarige leeftijd in zijn woonplaats Neer (Zuid-Limburg), waar hij na zijn pensionering met zijn vrouw Francisca (Fransje) Theresia Kemme-Röttger (Nijmegen 23/12/1930, Bergen op Zoom 18/2/2013) naartoe verhuisd was.

## Familie
Hij werd geboren als zoon van Joannes Bernardus Kemme, destijds burgemeester van Montfoort en Willeskop, en Maria Rosa Robben. Zijn zwager J.H. van der Heide is ook burgemeester geweest en wel van Vleuten, Haarzuilens en Vleuten-De Meern.